# カール・ムンチンガー
カール・ムンチンガー（Carl Munzinger, 1864年7月11日 - 1937年10月21日）は、ドイツ出身のドイツ普及福音教会の宣教師である。姓はムンツィンガーとも表記される。
1864年にプファルツ地方西部のクヴィルンバッハ (Quirnbach) で生まれた。1887年にハイデルベルク大学を卒業し、改革派教会の牧師になった。
1889年に来日し、新教神学校で哲学と教義史を教えた。1895年にドイツに帰国し、ザウゼンハイムで牧師を務めた。1898年に著書『日本人』Die Japaner を出版。1901年にザールブリュッケンで牧師となったのち、1910年より1917年までドイツ普及福音教会の会長を務めた。
その後クーゼルやランダウの教区長を1932年まで務め、1937年にハイデルベルクで死去。